# ولادیمیر چونچ
ولادیمیر چونچ (انگلیسی: Vladimir Čonč؛ ۱۳ ژانویهٔ ۱۹۲۸ – ۱۵ اکتبر ۲۰۱۲) بازیکن فوتبال اهل یوگسلاوی بود.
از باشگاه‌هایی که در آن بازی کرده‌است می‌توان به باشگاه فوتبال سارایوو، باشگاه فوتبال لوکوموتیو زاگرب، باشگاه فوتبال دینامو زاگرب، و باشگاه فوتبال کیکرز اوفنباخ اشاره کرد.
وی همچنین در تیم ملی فوتبال یوگسلاوی بازی کرده‌است.
وی در مسابقات کشوری و بین‌المللی در مجموع برندهٔ ۱ مدال نقره شده‌است.